# سیارک ۲۵۶۸۹۲
سیارک ۲۵۶۸۹۲ (به انگلیسی: 256892 Wudayou، نامگذاری:2008DW40)۲۵۶۸۹۲مین سیارک کشف شده‌است که در ۲۷ فوریه ۲۰۰۸ کشف شد.